# Poney classique allemand
Le Poney classique allemand (allemand : Deutsches Classic-Pony) est une race de poney d'Allemagne, adaptée à l'équitation pour enfants. La race a été formée à partir du Shetland américain, en visant un objectif sport-loisirs. Elle est récente, puisque la constitution de son stud-book ne remonte qu'à 2000.

## Histoire
Le Poney classique allemand descend du Shetland américain. En 1965, Dieter Grober de Bad Gandersheim importe le champion américain de 1961, Jiggs, considéré comme l'étalon fondateur de la race allemande. Cette race allemande est sélectionnée à partir de 1965,.
Les poneys Shetland américain sont admis rapidement en Allemagne, mais des difficultés se posent avec le stud-book mère du poney Shetland originel, en Grande-Bretagne. À partir de l'année 2000, les Shetlands américains ne sont plus admis en Grande-Bretagne. Les éleveurs n'acceptent pas que leurs poneys soient classés comme Shetland Partbred (croisements de Shetland), c'est pourquoi le stud-book allemand du Poney classique allemand est créé la même année. Il s'agit désormais d'une race à part entière, dont le standard est entièrement géré par des éleveurs allemands.
En 2000, à la constitution du stud-book, celui-ci compte 111 poneys.

## Description

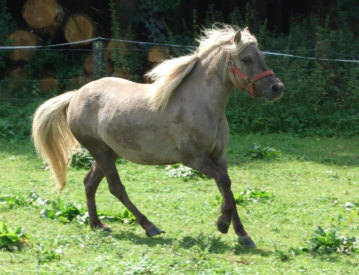
Ponette classique allemande au galop

Le Poney classique allemand toise jusqu'à 1,12 m au garrot,. Il s'agit d'un type sportif de poney Shetland, perçu comme élégant. La tête est petite, surmontée de petites oreilles. La croupe est musclée et ronde, avec une queue attachée haut. Les jambes sont fines. Crinière, toupet et queue sont abondants.

### Robes
La robe la plus fréquente est l'alezan avec des crins lavés, mais toutes les couleurs de robe sont admises. Les crins sont souvent plus clairs, avec du gène flaxen ou du gène silver, lui aussi très courant.
Le tempérament est réputé intelligent, doux et volontaire.

## Utilisations
Il est prioritairement destiné à l'équitation sur poney pour les enfants, qu'elle soit de loisir ou sportive. Il convient aussi pour le show et l'attelage léger.

## Diffusion de l'élevage
La race est indiquée comme native et comme en danger d'extinction dans la base de données DAD-IS. En 2016, le cheptel est de 369 poneys.

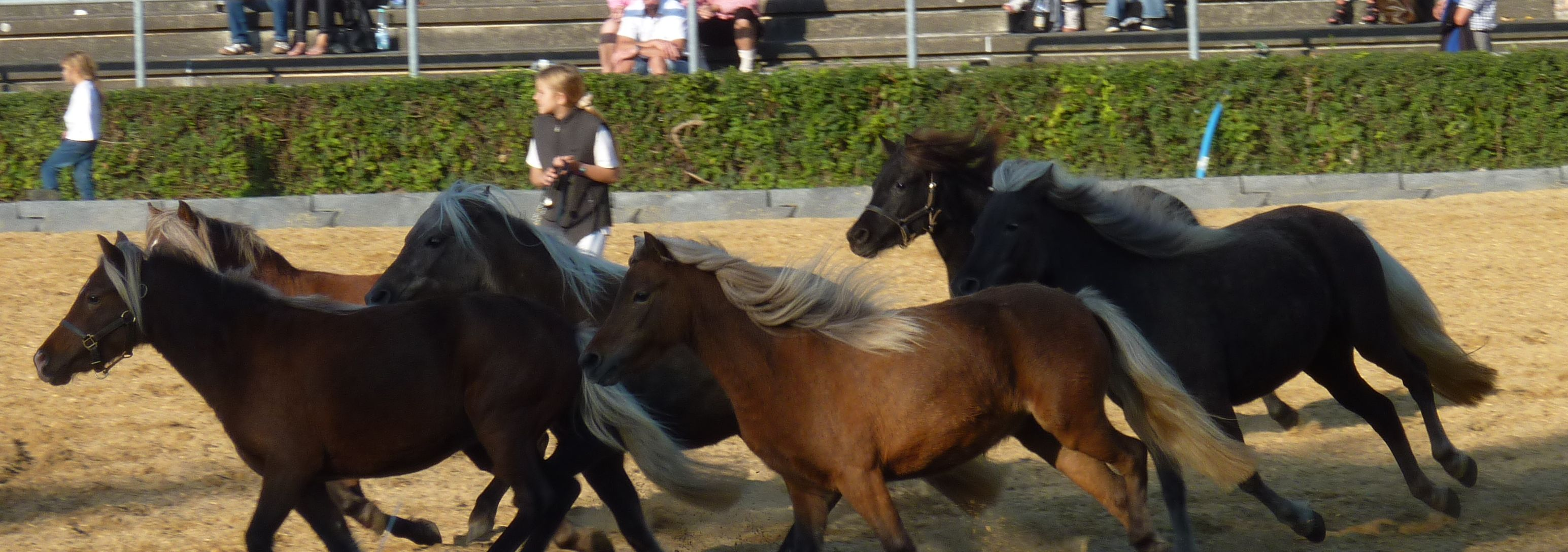
Présentation de la race au Landwirtschaftliches Hauptfest de 2014